# Palácio dos Vivero

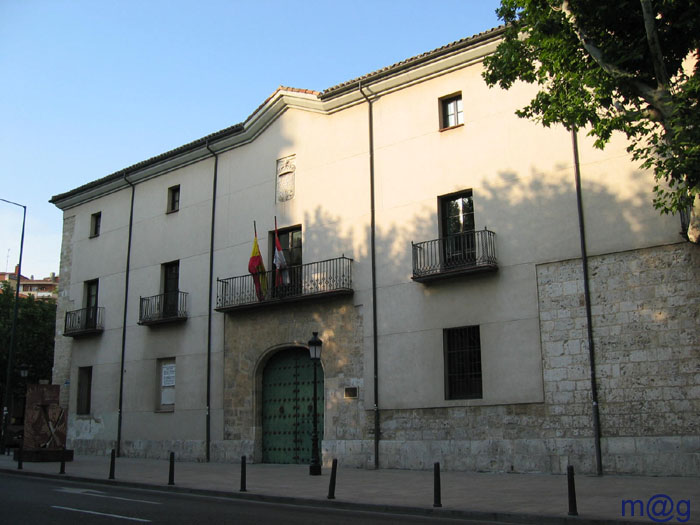
Palacio de los Vivero

O palacio de los Vivero situa-se em Valladolid, em frente do Convento de las Descalzas Reales. Nele firmaram compromisso matrimonial os Reis Católicos em 1469; no início do século XVI a Coroa estabeleceu nesse palácio a sede da Real Audiência e Chancelaria de Valladolid.

## História
É um palácio construído em meados do século XVI para dom Alonso Pérez de Vivero, Contador Mayor de João II, assassinado por ordem do valido do rei, Álvaro de Luna, sobre antigas fortificações desaparecidas. Em uma de suas localidades, a chamada Sala Rica, assinaram compromisso de matrimônio em 14 de outubro de 1469 os Reis Católicos, unindo-se assim as Coroas de Castela e Aragão.
No início, o Palacio de Los Vivero foi um palácio fortificado, com torres, muralha, fosso e torreão. Esses elementos foram derrubados por ordem dos Reis Católicos em 1475, para evitar que fosse empregado em lutas contra a monarquia. Quando a família Vivero perdeu a propriedade desse palácio, a Coroa o habilitou para Chancillería e levou a cabo obras de importância, como o pátio central.
Em 1562, Felipe II ordena a construção junto a esse palácio de um edifício que conteria o arquivo do Supremo Tribunal. O projeto ficou a cargo do arquiteto Francisco de Salamanca, que antes tinha elaborado a Plaza Mayor de Valladolid, que desenvolveu um edifício simples com colunas dóricas em torno de um pátio central. Encostado a este último se dispôs outro destinado a prisão em estilo classicista para presos cujas causas tramitaram no Tribunal. Sua fachada apresenta uma falta absoluta de decoração, apesar de ter sido terminado em finais do século XVII.
Atualmente sedia a Biblioteca Universitaria Reina Sofía, e a Casa del Estudiante, propriedades da Universidad de Valladolid
A casa forte dos Vivero desapareceu. Atualmente pode ser visto o palacio de los Vivero.

## Proteção
O edifício está protegido pela Declaración genérica del Decreto de 22 de abril de 1949, e a Lei 16/1985 sobre o Patrimonio Histórico Español.